# Georg von Rosen (Maler)

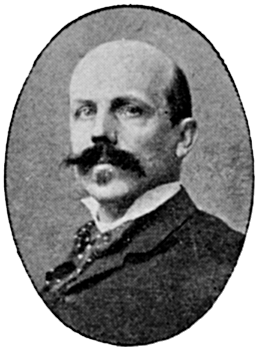
Georg von Rosen

Johan Georg Otto von Rosen (* 13. Februar 1843 in Paris; † 3. März 1923 in Stockholm) war ein schwedischer Graf und Maler.

## Familie
Georg von Rosen entstammte dem Adelsgeschlecht Rosen. Er war ein Urenkel des livländischen Generals Gustav Friedrich von Rosen und ein Sohn des Marineoffiziers, Eisenbahnbauers und Generalkonsuls Adolf Eugène von Rosen (1797–1886). Seine Mutter war die aus Konstantinopel stammende Euphrosyne Rizo Rangabé (1815–1886). Seine Schwester Marika Julie von Rosen heiratete 1857 den Göteborger Industriellen und Mäzen Oscar Dickson. Georg von Rosen blieb unverheiratet.

## Leben
Georg von Rosen wuchs zunächst in Paris auf, bevor seine Familie aufgrund der Ereignisse um die Februarrevolution 1848 die Stadt verließ und nach Stockholm zog. Dort erhielt er bereits im Kindesalter Zeichenunterricht von dem auch als Tiermaler wirkenden Kavallerieoffizier John Arsenius (1818–1903). Von 1854 bis 1861 besuchte er die Kunstakademie Stockholm, wo er mehrfach ausgezeichnet wurde und 1860 sein Ausstellungsdebüt hatte. Während der Schwerpunkt seiner akademischen Ausbildung auf dem Zeichnen lag, vertiefte er seine Studien der Malerei bei Carl Plagemann (1805–1868). 1861 studierte er in Leipzig Aquarellmalerei bei Carl Werner und im Winter 1861/1862 besuchte er die kurz zuvor gegründete Kunstschule in Weimar.
An der Weltausstellung London 1862 lernte Georg von Rosen die historischen Arbeiten des Belgiers Hendrik Leys kennen, war davon stark beeindruckt und fuhr daraufhin 1863 nach Belgien, wo er H. Leys persönlich traf. Nach seiner Rückkehr nach Schweden schuf er das Gemälde Einzug von Sten Sture der Ältere in Stockholm, das mit einer königlichen Medaille belohnt wurde. Anschließend startete er eine Reise nach Ägypten, Palästina, Syrien, das Osmanische Reich sowie Griechenland und Ungarn, wo er Malerei studierte. 1866 war er in Rom und danach war von Rosen wieder bei Hendrik Leys bis zu dessen Tod 1869. Später war er in München bei Karl Piloty und darauf in Italien, worauf er 1871 nach Schweden heimkehrte.
1872 wurde von Rosen Mitglied der Kunstakademie, 1874 außerordentlicher Professor und 1880 ordentlicher Professor für Figurenzeichnen und Malen. Von 1881 bis 1887 sowie von 1893 bis 1898 war er Direktor der Lehreinrichtung der Akademie.
Von Rosen beschickte zwischen 1860 und 1887 Ausstellungen der Kunstakademie Stockholm, die 1918 auch eine große Retrospektive seines Schaffens zeigte. Er nahm an den Weltausstellungen 1878 in Paris und 1893 in Chicago teil. 1896 erhielt er auf der Internationalen Kunstausstellung in Berlin eine große Goldmedaille. 
Von Rosen zählte zu den führenden schwedischen Historien- und Porträt-Malern der zweiten Hälfte des 19. Jahrhunderts. Er malte in Öl, Aquarell und Pastell. Zudem war er als Zeichner und Grafiker (vor allem Radierungen) tätig.

## Auszeichnungen (Auswahl)
- 1864: Königliche Medaille der Kungliga Konsthögskolan Stockholm
- 1887: Egron Lundgren-Medaille
- 1897: Wasaorden
- 1900: Ehrendoktorwürde der Universität Uppsala
- 1909: Tessin-Medaille
- 1918: Nordstern-Orden[3]

## Werke (Auswahl)

Einzug von Sten Sture der Ältere in Stockholm
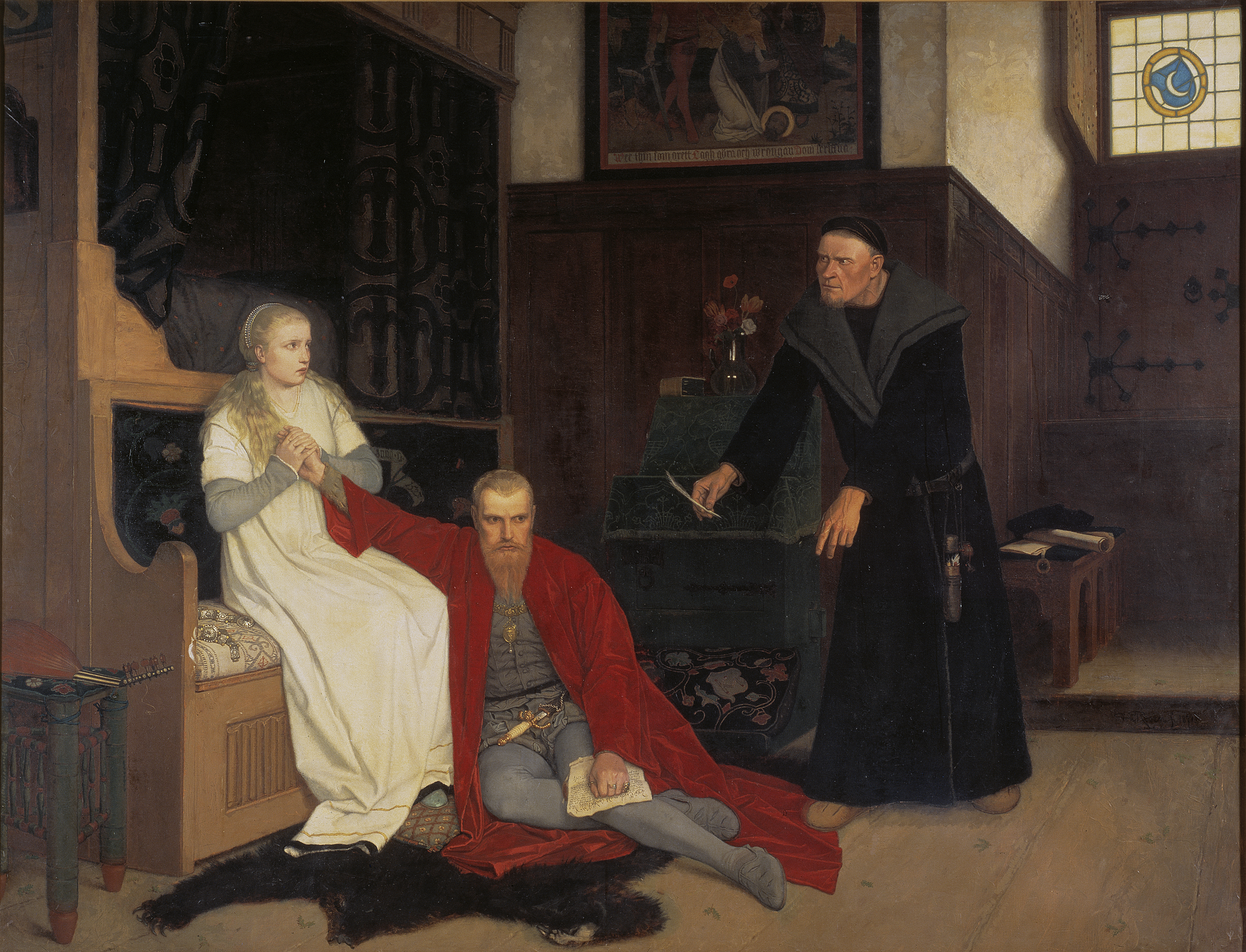
Erik XIV. und Karin Månsdotter
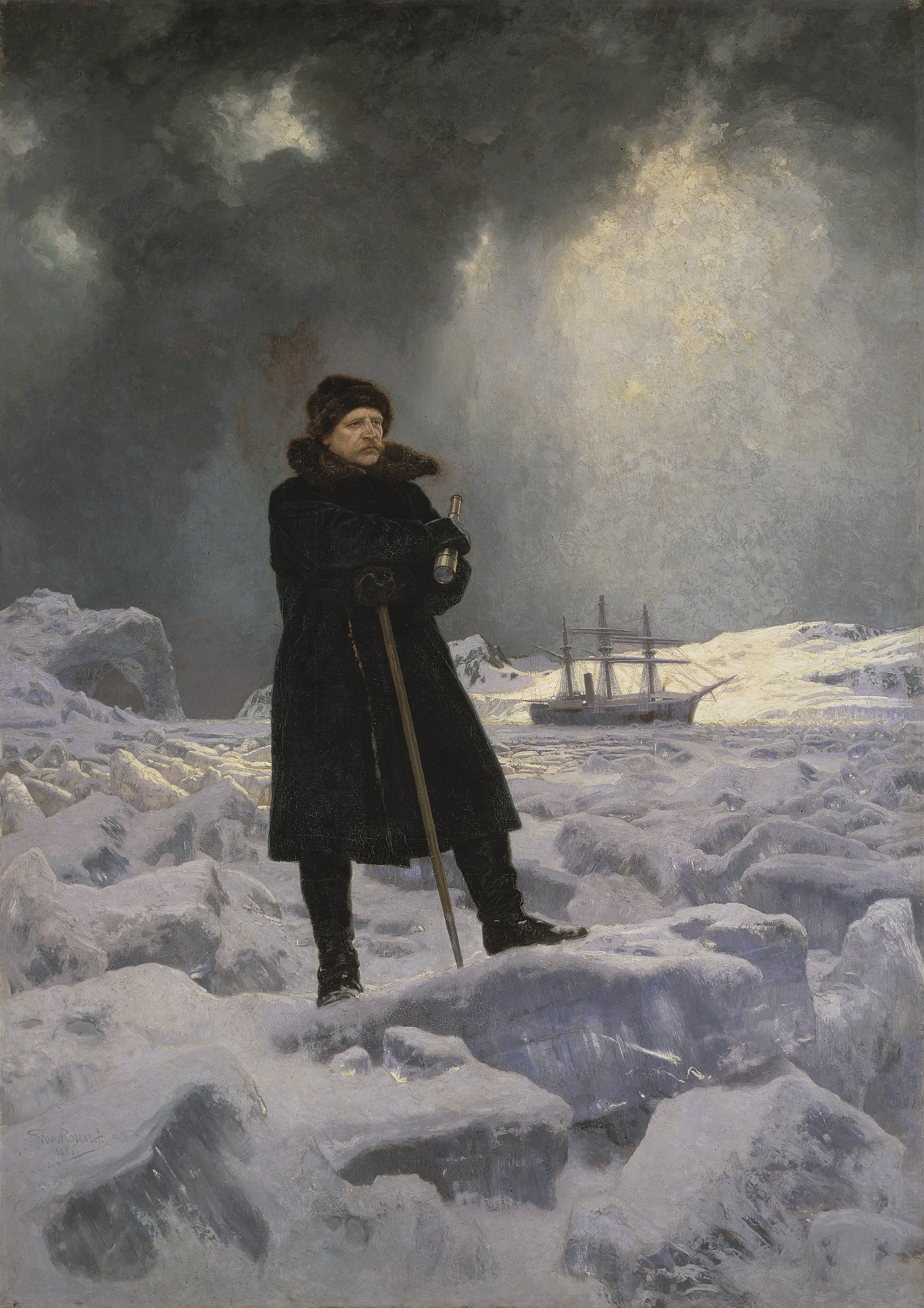
Adolf Erik Nordenskiöld